# 列亞 (別爾季切夫區)
50°1′19″N 28°37′19″E / 50.02194°N 28.62194°E
雷亞（烏克蘭語：Рея），是烏克蘭的村落，位於該國北部日托米爾州，由別爾季切夫區負責管轄，始建於1080年，面積2.57平方公里，海拔高度231米，2024年人口873，人口密度每平方公里420.56人。